# Hitoshi Saitō
Pour les articles homonymes, voir Saito et Hitoshi Saitō (athlétisme).
Hitoshi Saitō (斉藤 仁, Saitō Hitoshi), né le 2 janvier 1961 à Aomori et mort le 20 janvier 2015 à Osaka, est un judoka japonais. Il est devenu le premier judoka japonais double champion olympique en remportant la médaille d'or dans la catégorie des poids lourds (plus de 95 kg auparavant) en 1984 et 1988.

## Biographie
Hitoshi Saito, né le 2 janvier 1961, commence le judo à l'école. En 1974, il est repéré et s'inscrit à la Kokushikan Junior High School à Tokyo où il continue le judo. Saitō, qui pèse 145 kg pour une taille d'1,80 m, remporte son premier titre en 1983 à Moscou où il devient champion du monde toutes catégories. Lors des Jeux olympiques de 1984 à Los Angeles, il gagne facilement ses premiers combats puis devient champion olympique de la catégorie poids lourds (plus de 95 kg) en battant le Français Angelo Parisi lors d'une finale serrée. Il est ensuite médaillé d'argent aux championnats du monde 1985 à Séoul. Saito défend son titre olympique en 1988, également à Séoul, en battant l'Est-Allemand Henry Stöhr en finale,,.
Après sa carrière, Saito travaille comme maître de conférences et entraîneur à l'université Kokushikan à Tokyo. Il est également entraîneur de l'équipe du Japon de judo lors des Jeux olympiques de 2004 et 2008.
Il meurt d'un cholangiocarcinome (cancer des voies biliaires) le 20 janvier 2015, à l'âge de 54 ans.

## Palmarès

### Jeux olympiques
- Jeux olympiques de 1984 à Los Angeles (États-Unis) :
  -   Médaille d'or dans la catégorie des poids lourds (+95 kg).
- Jeux olympiques de 1988 à Séoul (Corée du Sud) :
  -  Médaille d'or dans la catégorie des poids lourds (+95 kg).

### Championnats du monde
- Championnats du monde 1983 à Moscou (Union soviétique) :
  -  Médaille d'or en toutes catégories.

- Championnats du monde 1985 à Séoul (Corée du Sud) :
  -  Médaille d'argent dans la catégorie des poids lourds (+95 kg).